# Passione fatale (film 1990)
Passione fatale (Body Chemistry) è un film del 1990 diretto da Kristine Peterson. È il primo di una serie di quattro thriller erotici incentrati sulla sexy e psicotica dottoressa Claire Archer, personaggio ispirato a quello interpretato da Glenn Close in Attrazione fatale.

## Trama
Il dottor Tom Redding è un ambizioso ricercatore in sessuologia in cerca di una promozione come direttore di laboratorio. Il suo capo, il dottor Pritchard, lo incarica di collaborare con la dottoressa Claire Archer, una formosa ricercatrice nello stesso campo, a un progetto sulla biochimica di sessualità e aggressività che farebbe ottenere al laboratorio una grossa sovvenzione governativa. Sebbene sia sposato e abbia un figlio di nove anni, Tom cede alle avances di Claire e ha un rapporto sessuale con lei.
Il giorno dopo, Claire lo chiama per dirgli che la sera precedente aveva dimenticato le sue mutandine nel laboratorio, e Tom si precipita a rimuovere le prove, ma lì viene informato da Pritchard che Claire ha abbandonato il progetto. Tom torna di corsa a casa di Claire, dove lei gli dice di non volerlo compromettere, ma i due hanno un secondo rapporto sessuale a seguito del quale Claire assegna la sovvenzione al laboratorio e Tom viene premiato con una promozione. La donna però diventa sempre più esigente, arrivando persino a presentarsi con un furgone fuori casa di Tom cercando di convincerlo ad avere un rapporto sadomaso con lei mentre sua moglie e suo figlio scaricano la spesa nel vialetto. Tom le fa presente la sua intenzione di interrompere la relazione, ma Claire si rifiuta e lo invita per una cena intima nel suo appartamento. Quando lui non si presenta, lei mette a soqquadro ciò che messo in tavola e spedisce tutto a casa del suo ex amante.
Ora Tom inizia a rendersi conto che Claire è un po' instabile e si rifiuta di vederla o di rispondere alle sue telefonate. Lei risponde inviandogli una videocassetta della loro discussione nel furgone, filmata a sua insaputa. Claire infine riesce a raggiungerlo in un parco, ma Tom la respinge di nuovo e la donna intensifica la sua campagna di punizione, inviando il video del furgone a suo figlio di nove anni e presentandosi alla festa per la sua promozione con il suo migliore amico Freddie. La moglie di Tom, Marlee, che ha iniziato a sospettare che Tom abbia un'amante, assiste a una vivace discussione tra lui e Claire e porta via suo marito dalla donna. Claire lascia la festa, ma torna più tardi con una tanica di benzina e incendia parte della casa. Marlee decide che è troppo e se ne va con il bambino; Tom, infuriato, torna nell'appartamento di Claire e la picchia finché lei non afferra una pistola e gli spara a morte. Quando arriva la polizia, Claire spiega in lacrime che avevano una relazione e che quando lei ha cercato di interromperla, lui è diventato violento, costringendola ad agire per legittima difesa.

## Distribuzione
Il film è stato distribuito negli Stati Uniti il 9 marzo 1990 dalla Concorde-New Horizons.

### Edizione italiana
Il film fu distribuito in Italia esclusivamente in VHS il 15 novembre 1991 dalla RCA/Columbia Pictures Home Video, ma tale edizione oggi risulta introvabile. L'adattamento dei dialoghi del doppiaggio fu curato da Luigi Calabrò.

## Accoglienza

### Incassi
Uscito in distribuzione limitata in 53 sale, il film incassò 38 025 dollari nel fine settimana di debutto, classificandosi al 19º posto. L'incasso totale in patria fu di 2,4 milioni di dollari.

### Critica
Il film fu recensito positivamente da Kevin Thomas del Los Angeles Times, il quale affermò che "la regista Kristine Peterson e lo sceneggiatore Jackson Barr esplorano, con sensualità e discrezione, la psicologia del pericolo sessuale in misura molto maggiore di quanto abbiano fatto i creatori di Attrazione fatale. Suggeriscono che la capacità di autodistruttività che minaccia Tom si annida in tutti: è solo una questione di persone e circostanze giuste per farla emergere. Questo è molto più legittimamente inquietante dell'effetto di Attrazione fatale che sfruttava la diffusa paura inconscia della donna liberata rappresentata da Close. La Claire di Pescia rievoca un'icona vecchia quasi quanto i film stessi: il vampiro; Claire è davvero una Theda Bara contemporanea. Tuttavia, a differenza di Attrazione fatale, Passione fatale osa portare la difficile situazione di Tom al suo estremo logico"; Thomas elogiò inoltre le interpretazioni del cast. Un'altra recensione positiva provenne da Ty Burr, che su Entertainment Weekly assegnò al film una A- scrivendo che "è un'imitazione quasi scena per scena di Attrazione fatale, ma è più cupo, più profondo e più spaventoso, superiore in tutto tranne budget e flash. (...) La regia di Kristine Peterson è elegante ma ferma: vuole rendere questo film il più inquietantemente stimolante possibile, e ci riesce. Attrazione fatale era un ottovolante high-tech che finiva nel momento in cui si accendevano le luci. I demoni in questo film molto più piccolo persistono". Su Radio Times John Ferguson assegnò al film due stelle su cinque scrivendo: "È il solito mix di brividi sub-noir e scopate soft-core, ma sembra abbastanza carino. Se non avete mai visto un thriller erotico prima, questo è un buon punto di partenza". TV Guide recensì il film più negativamente definendolo "un pacchiano e inutile esercizio di squallore riscattato solo dal lavoro superiore alla media della regista Kristine Peterson e della sua troupe tecnica".

## Sequel
Il film diede origine a una serie continuata con tre sequel direct-to-video: Passione fatale 2 (1991) diretto da Adam Simon, Body Chemistry 3 (1994) e Body Chemistry 4: Full Exposure (1995), entrambi diretti da Jim Wynorski. Solo nel primo Lisa Pescia riprende il ruolo di Claire Archer, mentre nei successivi il personaggio è interpretato rispettivamente da Shari Shattuck e Shannon Tweed.